# Polk (Ohio)
Polk – wieś w Stanach Zjednoczonych, w stanie Ohio, w hrabstwie Ashland.